# Hugobert
Hugobert (ca. 645 - vermoedelijk 697) was een vooraanstaand Austrasische hoveling aan het einde van de zevende eeuw. Hij was kleinzoon van dux (legeraanvoerder) Theotar en vermoedelijk de zoon van hofmeier Hugo van Austrasië (617-623).
Hugobert wordt in 693/694 vermeld als seneschalk (beheerder van de koninklijke huishouding, nadat hofmeier een politieke functie was geworden) en in 697 als Paltsgraaf (bestuurder van de koninklijke domeinen).
Hugobert was getrouwd met Irmina van Oeren; er zijn uit hun huwelijk drie dochters bekend:
- Plectrudis, echtgenote van Pepijn van Herstal en stichteres van Heilige Maria in het Capitool te Keulen
- Adela van Pfalzel, stichteres van het klooster van Trier-Pfalzel. Haar kleinzoon was Gregorius van Utrecht.
- Bertrada de oudere, stichteres van de abdij van Prüm.